# Airaphilus nubigena
Airaphilus nubigena es una especie de coleóptero de la familia Silvanidae. Descrito en 1863 por Thomas Vernon Wollaston.

## Distribución geográfica
Habita en Canarias (España).